# Bluebel·lita
La bluebel·lita és un mineral de la classe dels òxids. Rep el seu nom de la seva localitat tipus, la mina Blue Bells (Califòrnia, Estats Units).

## Característiques
La bluebel·lita és un hidròxid de fórmula química Cu₆[(IO₃)(OH)₃](OH)₇Cl. És un mineral de color verd blavós brillant, amb una ratlla verd blavosa clara. Cristal·litza en el sistema trigonal. Estructuralment està relacionada amb la mojaveïta. La seva duresa a l'escala de Mohs és 1.

## Formació i jaciments
Es troba en hornfels altament silícics. Sol trobar-se associada a altres minerals com: murdochita, hemimorfita, fluorita o calcita. La seva localitat tipus està situada a la mina Blue Bells, a Califòrnia, l'únic indret on s'ha trobat.